# Ametys
Ametys est une plateforme de solutions open source sous licence Apache 2 développée en Java. 
Née dans les années 2000, la plateforme est très présente au sein des établissements d'enseignement supérieur, des administrations publiques et des collectivités territoriales.

## Historique
Le projet Ametys débute en 2002 à la suite d'un appel d'offres destiné à la refonte du site de l'INSA de Toulouse. Cette première mouture est simpliste mais techniquement innovante (la mise à jour des contenus se fait depuis le traitement de texte Open Office). Le projet fait par la suite l'objet d'évolutions afin d'en faire un produit capable de s'adapter à d'autres contextes et d'être ainsi utilisé comme moteur de plusieurs dizaines de sites.
C’est à partir de 2007 que le CMS Ametys est distribué sous licence Open Source (Eclipse puis Apache). Développé afin de répondre aux problématiques de web avancées, il se dote d’une architecture modulaire et axe ses fonctions sur la facilité de prise en main par les contributeurs. La version téléchargeable inclut l'authentification des utilisateurs via LDAP et CAS, le stockage des données dans un repository Java JCR et une interface administrateur WYSIWYG.
L’évolution progressive du CMS s’effectue avec la collaboration de la communauté des développeurs, utilisateurs et intégrateurs. Il permet de réaliser aussi bien des applications de gestion de contenus complexes, que des sites institutionnels, mais également des intranets et des applications de GED. Très répandu dans l’enseignement supérieur, le CMS Ametys offre une connectivité avec le portail ESUP-Portail (développé par le consortium universitaire du même nom, et basé sur uPortal et des modules métiers qui leur sont dédiés).
La version 3 d’Ametys sortie en septembre 2010, améliore encore l’ergonomie de contribution et intègre les nouvelles pratiques du web social (partage des contenus via les médias sociaux) et web 2.0 (utilisation de technologies AJAX).

## Technologie
Le CMS Ametys repose sur les briques technologiques suivantes :
- il est basé sur Cocoon, un framework J2EE orienté XML ;
- il supporte le standard d’accès aux contenus JCR (Java Content Repository : norme JSR-170) ;
- son interface graphique, développée en Javascript, repose sur le framework Open Source ExtJS ;
- il intègre à la fois des fonctions de gestion de site web (site communicant), portail web (intégration de services) et GED (travail collaboratif autour de documents bureautiques) ;
- il est conçu pour s’intégrer dans un système d’information industriel : annuaire LDAP ou CAS, SGBD Oracle Mysql PostgreSQL ;
- il peut être déployé sur les systèmes d’exploitation Linux, Windows, Mac Os, Solaris ;
- il intègre des widgets open social grâce au plugin Gadget ;
- à la différence de la plupart des CMS, qui stockent les contenus dans un format HTML/XHTML, Ametys stocke ses contenus en XML-Docbook

## Deux pôles métiers dédiés
Depuis 2016, deux pôles métiers ont été lancés pour répondre aux besoins et problématiques métiers des utilisateurs Ametys :
- Ametys Campus accompagne les établissements d'enseignement supérieur dans leur communication numérique, offre de services en ligne et gestion de leur offre de formation ;
- Ametys Territorial travaille avec les collectivités territoriales et les administrations publiques dans leur transformation numérique : portail citoyen, intranet collaboratif et connecté au système d'information, réseau social.

## Ametys Workplace
Ametys propose aux utilisateurs un espace unifié pour la communication interne en entreprise : actualités, notes de services, alertes, notifications… avec des fonctionnalités permettant de favoriser l'engagement en interne : organigramme dynamique, annuaire, petites annonces, offres d'emplois…
La dernière version[Quand ?] - compatible Microsoft 365 et avec plus de 50 applications métiers du secteur public - intègre des outils collaboratifs : espaces projets, gestion et co-édition de fichiers, conversation instantanée ou via des forums…